# Hieracium pannosum
Hieracium pannosum ist eine Pflanzenart aus der Gattung der Habichtskräuter (Hieracium) in der Familie der Korbblütler (Asteraceae). 

## Merkmale
Hieracium pannosum ist ein ausdauernder Rosetten- oder Schaft-Hemikryptophyt, der Wuchshöhen von 10 bis 45 Zentimeter erreicht. Der Stängel weist eine dichte Bedeckung mit Sternhaaren auf, die sich decken. Die Grundblätter verschmälern sich am Grund allmählich. Sie sind durch einfache, lange Federhaare wollig. Blätter sind nur im unteren Drittel vorhanden und werden schnell nach oben hin kleiner. Die auf den Hüllblättern vorhandenen einfachen, gezähnten Haare sind gleichmäßig verteilt. Die Hülle ist 10 bis 18,5 Millimeter lang. Das Akladium ist (selten ab 70) 100 bis 240 Millimeter lang.
Die Blütezeit reicht von Juli bis August.
Die Chromosomenzahl beträgt 2n = 27 oder 36.

## Vorkommen
Hieracium pannosum kommt im nordöstlichen Mittelmeerraum in der alpinen Stufe vor.

## Systematik
Man kann die folgenden Unterarten unterscheiden:
- Hieracium pannosum Boiss. subsp. pannosum: Sie kommt auf der Balkanhalbinsel und in der Türkei vor.[2] Die Chromosomenzahl beträgt 2n = 27 oder 36.[1]
- Hieracium pannosum subsp. amphithales (K. Malý & Zahn) Greuter: Sie kommt in Kroatien und Serbien vor.[2]
- Hieracium pannosum subsp. bornmuelleri (Freyn) Murr & Zahn: Sie kommt in der Türkei vor.[2] Die Chromosomenzahl beträgt 2n = 27.[1]
- Hieracium pannosum subsp. doerflerianum Hayek & Zahn: Sie kommt in Albanien und im früheren Jugoslawien vor.[2]
- Hieracium pannosum subsp. epiglossophyllum (Arv.-Touv.) Greuter: Sie kommt in Griechenland vor.[2]
- Hieracium pannosum subsp. euboeum (Halácsy) Zahn: Sie kommt in Griechenland vor.[2]
- Hieracium pannosum subsp. eumecobracchion Hayek: Sie kommt im früheren Jugoslawien vor.[2]
- Hieracium pannosum subsp. friwaldii (Rchb. f.) Freyn: Sie kommt auf der Balkanhalbinsel, in Bulgarien und auf Kreta vor.[2]
- Hieracium pannosum subsp. guicciardii Zahn: Sie kommt in Griechenland vor.[2]
- Hieracium pannosum subsp. mokragorae Nägeli & Peter: Sie kommt in Albanien, Serbien, Montenegro, Bosnien-Herzegowina und in Bulgarien vor.[2]
- Hieracium pannosum subsp. pannosiforme (Freyn & Sint.) Zahn: Sie kommt in der Türkei vor.[2]
- Hieracium pannosum subsp. parnasidis Zahn: Sie kommt in Griechenland, Bulgarien und im früheren Jugoslawien vor.[2]
- Hieracium pannosum subsp. reductum (Freyn & Sint.) Zahn: Sie kommt in der Türkei vor.[2]
- Hieracium pannosum subsp. strigulosum (Post) Greuter: Sie kommt in der Türkei vor.[2]
- Hieracium pannosum subsp. taygeteum (Boiss. & Heldr.) Greuter: Sie kommt auf der Balkanhalbinsel und in Bulgarien vor.[2]
- Hieracium pannosum subsp. trojanum Zahn: Sie kommt in Serbien und Bulgarien vor.[2]

## Belege
- Ralf Jahn, Peter Schönfelder: Exkursionsflora für Kreta. Mit Beiträgen von Alfred Mayer und Martin Scheuerer. Eugen Ulmer, Stuttgart (Hohenheim) 1995, ISBN 3-8001-3478-0, S. 342.